# Acid humic
Axit humic là một thành phần chính của các chất humic, đó là những hợp chất hữu cơ quan trọng của đất (đất mùn), than bùn, than đá, nhiều suối miền núi, hồ bị loạn dưỡng và nước biển. Nó được tạo ra bởi sự phân hủy các chất hữu cơ sinh học chết. Nó không phải là một axit đơn; đúng hơn, nó là một hỗn hợp phức tạp của nhiều axit khác nhau có chứa nhóm carboxyl và phenolat để hỗn hợp có chức năng như một axit đibase (axit hai lần axit) hoặc, đôi khi, như là một axit tribase (axit ba lần a xit). Axit humic có thể tạo ra các phức với ion thường được tìm thấy trong môi trường tạo ra chất keo humic. Axit humic và fulvic (axit fulvic là axit humic trọng lượng phân tử thấp hơn và hàm lượng oxy cao hơn axit humic khác) thường được sử dụng như là một bổ sung đất nông nghiệp, và ít phổ biến hơn làm một bổ sung dinh dưỡng của con người. Là một bổ sung dinh dưỡng, axit fulvic có thể có dạng lỏng như một thành phần của chất keo khoáng. Axit fulvic là đa-điện giải và là chất keo duy nhất dễ dàng khuếch tán qua màng trong khi tất cả các chất keo khác thì không.

## Đặc tính và mô tả
Các chất humic được hình thành bởi sự phân hủy sinh học các chất thực vật chết, chẳng hạn như lignin. Chúng có khả năng chịu đựng mạnh đối với phân hủy sinh học tiếp. Các thuộc tính chính xác và cấu trúc của một mẫu nhất định phụ thuộc vào nguồn nước hoặc đất và các điều kiện khai thác cụ thể. Tuy nhiên, các đặc tính trung bình của các chất humic từ các nguồn khác nhau thì tương tự đáng kể.
Các chất humic trong đất và trầm tích có thể được chia thành ba phần chính: axit humic, acid fulvic, và humin. Các axit humic và fulvic được chiết xuất như là một sol keo từ đất và các nguồn pha rắn khác trong dung dịch base mạnh như natri hydroxide hoặc kali hydroxide. Axit humic được kết tủa từ dung dịch này bằng cách điều chỉnh độ pH đến 1 bằng axít clohiđric, để lại axit fulvic trong dung dịch. Đây là sự phân biệt hoạt động giữa axit humic và axit fulvic. Humin không hòa tan trong kiềm loãng. Phần hòa tan trong rượu của phần humic nói chung gọi là axit ulmic. Cái gọi là "axit humic xám" (GHA) hòa tan trong trung gian kiềm có nồng độ ion thấp; "axit humic nâu" (BHA) hòa tan được trong các điều kiện kiềm không phụ thuộc vào nồng độ ion; và axit fulvic (FA) là hòa tan được không phụ thuộc vào độ pH và nồng độ ion.
Sắc ký lỏng và chiết xuất lỏng-lỏng có thể được sử dụng để tách các thành phần tạo nên chất humic. Các chất được xác định bao gồm mono-, di-, và tri-hydroxy axit, các axit béo, các axit dicarboxylic, các rượu mạch thẳng, các axit phenolic và các terpenoit.

## Đặc điểm hoá học

Ví dụ về một axit humic điển hình, có một loạt các thành phần như quinon, phenol, catechol và các nửa đường

Một chất humic điển hình là một hỗn hợp của nhiều phân tử, một số trong đó dựa trên môtíp của các hạt nhân thơm với các nhóm thay thế phenolic và carboxylic, liên kết với nhau; hình minh họa cho thấy một cấu trúc điển hình.
Các nhóm chức năng có đóng góp nhiều nhất cho điện tích bề mặt và độ hoạt hóa của các chất humic là nhóm phenolic và carboxylic. Axit humic hoạt động như các hỗn hợp của các axit hai base, với giá trị pK1 khoảng 4 cho protonat hóa nhóm carboxyl và khoảng 8 cho protonat hóa nhóm phenolat. Có sự tương đồng tổng thể đáng kể giữa các axit humic riêng rẽ. Vì lý do này, các giá trị pK đo được của một mẫu đã cho nào đó là giá trị trung bình có liên quan tới các loại hợp thành. Đặc điểm quan trọng khác là mật độ điện tích. Các phân tử có thể tạo thành một cấu trúc siêu phân tử liên kết với nhau bởi các lực phi cộng hóa trị, chẳng hạn như lực Van der Waals, π-π, và liên kết CH-π.
Sự hiện diện của các nhóm carboxylat và phenolat tạo cho axit humic khả năng tạo các phức chất với các ion như Mg2+, Ca2+, Fe2+ và Fe3+. Nhiều axit humic có hai hoặc nhiều hơn các nhóm này, được sắp xếp sao cho nó cho phép sự hình thành các phức chất chelat. Sự hình thành các phức chất chelat là một khía cạnh quan trọng của vai trò sinh học của axit humic trong việc điều chỉnh tính sinh khả dụng của các ion kim loại.

## Xác định axit humic trong các mẫu nước
Sự hiện diện của axit humic trong nước nhằm mục đích sử dụng sinh hoạt hoặc sử dụng công nghiệp có thể có tác động đáng kể tới khả năng có thể xử lý nước và tới sự thành công của quá trình khử trùng hoá chất. Phương pháp chính xác của việc thiết lập nồng độ axit humic do đó rất cần thiết trong việc duy trì nguồn cung cấp nước, đặc biệt là từ lưu vực than bùn vùng cao ở các xứ ôn đới.
Do rất nhiều các phân tử hữu cơ sinh học khác nhau trong các kết hợp vật lý rất đa dạng được pha trộn với nhau trong môi trường tự nhiên, nên việc đo nồng độ chính xác của chúng trong các siêu cấu trúc humic là rất nặng nề. Vì lý do này, nồng độ axit humic theo truyền thống được ước tính bằng nồng độ các chất hữu cơ (thường là từ hàm lượng tổng cacbon hữu cơ hoặc cacbon hữu cơ hòa tan).
Các quy trình tách chiết chắc chắn làm thay đổi một số các mối liên kết hóa học có trong các chất humic đất (chủ yếu là các liên kết este trong các polyester sinh học như cutin và suberin). Các chất chiết xuất humic bao gồm một lượng lớn các phân tử hữu cơ sinh học khác nhau vẫn chưa được tách rời và chưa được xác định hoàn toàn. Tuy nhiên, các lớp đơn lẻ của các phân tử sinh học còn lại đã được xác định bằng cách chiết xuất chọn lọc và phân đoạn hóa học, và được đại diện bởi các axit alkanoic và axit hydroxy alkanoic, nhựa, sáp, bã lignin, đường, và peptit.

## Tác động sinh thái
Cải tạo đất bằng chất hữu cơ đã được những người nông dân biết là có lợi cho sự phát triển của cây cối từ thời gian trước cả khi có lịch sử được ghi chép. Tuy nhiên, hóa học và chức năng của vật chất hữu cơ đã từng là một chủ đề gây tranh cãi kể từ khi con người bắt đầu đòi hỏi về nó trong thế kỷ 18. Cho đến thời Liebig, người ta cho rằng mùn đã được sử dụng trực tiếp bởi cây cối, nhưng sau khi Liebig chỉ ra rằng sự phát triển của thực vật phụ thuộc vào các hợp chất vô cơ, thì nhiều nhà khoa học đất giữ quan điểm cho rằng các chất hữu cơ là hữu ích cho độ màu mỡ chỉ khi nó được phân giải và tiết ra các thành phần dinh dưỡng cấu thành của nó dưới dạng vô cơ. Tại thời điểm hiện tại, các nhà khoa học về đất có một cái nhìn toàn diện hơn và ít nhất là công nhận rằng mùn ảnh hưởng đến độ màu mỡ của đất thông qua tác động của nó vào khả năng giữ nước của đất. Ngoài ra, do thực vật đã được chứng minh là hấp thụ và  di chuyển các phân tử hữu cơ phức tạp của thuốc trừ sâu ngấm qua rễ, nên không thể nghi ngờ các ý kiến cho rằng thực vật có thể hấp thụ các dạng mùn hòa tan; điều này trên thực tế có thể là một quá trình cần thiết cho sự hấp thu các oxit sắt mà nếu khác đi là không hòa tan.
Một nghiên cứu về tác động của axit humic lên sự phát triển của thực vật đã được tiến hành tại Đại học bang Ohio cho rằng có một phần "axit humic làm tăng sự phát triển của thực vật" và rằng đã có "các phản ứng tương đối lớn đối với các mức áp dụng thấp".

## Xây dựng thời cổ đại
Tại Ai Cập cổ đại, theo khảo cổ học, rơm được trộn với bùn để sản xuất gạch xây dựng. Rơm tạo ra gạch cứng hơn ít có khả năng vỡ hoặc bị mất hình dạng. Điều tra hiện đại đã phát hiện ra rằng axit humic được tiết ra khi rơm rạ trộn lẫn với bùn, về cơ bản là một hỗn hợp của cát và đất sét. Axit humic làm tăng độ dẻo của đất sét.